# Satz von Landau (Gruppentheorie)
In der Gruppentheorie, einem der Teilgebiete der Mathematik,  behandelt der Satz von Landau, benannt nach Edmund Landau, die Frage der Existenz von endlichen Gruppen mit vorgegebener Anzahl von Konjugationsklassen.
Der Satz geht auf eine Publikation Landaus aus dem Jahre 1903 zurück und gab Anlass zu einer Anzahl von weitergehenden Untersuchungen.

## Formulierung des Satzes
Er lässt sich angeben wie folgt:
Gegeben sei eine beliebige positive natürliche Zahl {\displaystyle k\in \mathbb {N} }.
Dann  gibt es eine allein von {\displaystyle k} abhängige obere Schranke {\displaystyle B(k)\in \mathbb {N} } derart, dass für jede endliche Gruppe {\displaystyle G} mit exakt {\displaystyle k} Konjugationsklassen hinsichtlich ihrer Ordnung {\displaystyle |G|} stets die Ungleichung {\displaystyle |G|\leq B(k)} erfüllt ist .